# エルキン・ムリージョ
エルキン・アントニオ・ムリージョ・アモール（Elkin Antonio Murillo Amor, 1977年9月20日 - ）は、コロンビア・メデジン出身の元同国代表サッカー選手。コロンビア2部リーグ、コルトゥルア所属。ポジションはフォワード。

## 経歴
コロンビア代表として28試合に出場。FIFAコンフェデレーションズカップ2003でも2試合に出場し、4位入賞に貢献した。